# Monchy-Breton
Monchy-Breton é uma comuna francesa na região administrativa de Altos da França, no departamento de Pas-de-Calais. Estende-se por uma área de 6,9 km². Em 2010 a comuna tinha 508 habitantes (densidade: 73,6 hab./km²).